# Riunione di procedimenti
La riunione di procedimenti è l'istituto processuale disciplinato dagli artt. 273-274 del codice di procedura civile italiano (Libro II, Titolo I, Capo II, Sezione IV, §2).
La dottrina la considera una delle cosiddette vicende anormali (o svolgimenti anomali) del processo, categoria che nel codice non ha una trattazione unitaria. 

## Riunione di cause
La riunione presuppone che due processi, pendenti davanti allo stesso giudice, riguardino esattamente la stessa causa, oppure cause fra loro connesse. 
Nel primo caso (art. 273), se i due procedimenti pendono davanti allo stesso ufficio giudiziario (tribunale), il giudice li riunisce senz'altro, anche d'ufficio. Se nell'ambito del tribunale i procedimenti pendono davanti a giudici istruttori e/o a sezioni diverse, la riunione è disposta con decreto del presidente (informato a tal fine da un istruttore o da un presidente di sezione), sentite le parti. 
Nel secondo caso (art. 274) la disciplina è analoga, salvo che la riunione non ha carattere necessario, ma spetta al giudice valutarne l'opportunità. Lo stesso presidente del tribunale, con il proprio decreto, in questo caso non ordina la riunione ma la chiamata delle cause alla stessa udienza per i provvedimenti opportuni. Le cause connesse dunque potrebbero restar separate.

## Separazione di cause
Fenomeno parzialmente inverso alla riunione di procedimenti è la separazione di cause connesse, che opera appunto nelle sole ipotesi di connessione (oggettiva e soggettiva) disciplinata dagli artt. 103-104 c.p.c. Quando le cause connesse sono riunite, sia ab origine sia a seguito di un provvedimento di riunione, il giudice (istruttore o decidente) può disporne la separazione su istanza di tutte le parti oppure nel caso che la trattazione congiunta ritardi o renda più gravoso il processo.